# Hraniční oblast 31
Hraniční oblast 31 byla vyšší jednotkou československé armády, složením odpovídající přibližně divizi, působící v době mobilizace v roce 1938 v rámci VI. sboru a jejím úkolem byla obrana hlavního obranného postavení od toku Vltavy na východ až po zemskou hranici Čech a Moravy (poblíž Starého Města pod Landštejnem). Celková délka hlavního obranného postavení činila 84 km.
Velitelem formace byl brigádní generál Bedřich Neumann.
Stanoviště velitele se nacházelo ve Veselí nad Lužnicí - Mezimostí.

## Úkoly Hraniční oblasti 31
Původním úkolem Hraniční oblasti 31 (dále jen HO 31) byla obrana velmi dlouhého úseku hlavního obranného postavení od hranice Čech a Moravy až po obec Stachy na Šumavě (tedy v délce 182 km). Rozhodnutím hlavního velitele byla dne 25. 9. 1938 odpovědnost za obranu na západ od Vltavy svěřena I. sboru a do jeho podřízenosti byly přeřazeny pěší pluk 11 a I. prapor 1. pěšího pluku, které držely hlavní obranné postavení v dotčené oblasti. Konkrétně byly tyto jednotky s konečnou platností k 28. 9. 1938 podřízeny 5. divizi. Pásmo, bráněné HO 31 se tak významně zkrátilo, ale i tak byl úkol obrany hlavního obranného postavení velmi obtížný, protože v úseku HO 31 se nacházely dva možné směry útoku německé armády, a to Horní Dvořiště - Kaplice - České Budějovice a Nová Bystřice - Jindřichův Hradec.
Západní část obranného postavení držel v délce 30 km pěší pluk číslo 1 (posádkou z Českých Budějovic), jehož II. prapor byl rozmístěn na hlavním obranném postavení v délce 30 km od toku Vltavy u Zlaté Koruny po obec Petrovice (východně od Ledenic). V případě útoku nepřítele ve směru České Budějovice mohla být obrana posílena III. praporem, soustředěným v okolí Kamenného Újezdu, kde se také nacházelo velitelství obou praporů. V této oblasti měl být nepřítel sice zadržen co možná nejdéle, ale v případě, že by se nepodařilo první obranné postavení udržet se předpokládal ústup na 2. obranné postavení severně od Českých Budějovic, které bylo zajištěno pěším plukem zajištění lehkého opevnění č. 207 (ZLO 207) a obrana zde mohla být podpořena i jednotkami 4. rychlé divize od Soběslavi.
Východní část obranného postavení byla bráněna jindřichohradeckým pěším plukem 29. Ve 32 km dlouhém úseku praporu III/29 (SV Třeboň), sahajícím od Petrovic po Nový Mlýn (západně od Nové Bystřice), se neočekávaly zásadnější nepřátelské akce. Naproti tomu úsek praporu II/29 sahající po rybník Osika a praporu I/29, který sahal až na zemskou hranici byl považován za ohrožený útokem nepřítele, který by se v případě průlomu mohl dostat do týlu druhého obranného postavení v jižních Čechách nebo při postupu směrem na Jihlavu do boku a týlu útvarů III. sboru, bránícím území jižní Moravy. Proto byly úseky obou praporů podstatně kratší (12 km respektive 10 km) a obranné postavení bylo nad rámec organických zbraní pluku posíleno dalšími kanony proti útočné vozbě, které umožnily vytvořit do hloubky členěnou protitankovou obranu. V úseku pěšího pluku 29 bylo stavebně dokončeno 89 % objektů lehkého opevnění v prvním sledu a 24 % objektů ve sledu druhém.

## Podřízené jednotky
Seznam jednotek.
- pěší pluk 1, pouze 2 prapory (SV České Budějovice)
- pěší pluk 29 (SV Jindřichův hradec)
- dělostřelecký pluk 31
- smíšený přezvědný oddíl 31
- ženijní rota 23
- četa tančíků 1 a 2
- stálý obrněný vlak 2
- improvizovaný obrněný vlak 31
- kanonová rota (motorizovaná) 77 a 84
- telegrafní prapor 31